# أنس الوجود (أوبرا)
أنس الوجود هي أوبرا مصرية وضع موسيقاها المؤلف الموسيقي المصري عزيز الشوان (1916 ـ 1993)، وعرضت كاملة للمرة الأولى عام 1996، لتكون أول محاولة لتقديم أوبرا عربية كاملة.

## الأوبرا
كتب النص الشعري لأوبرا أنس الوجود الشاعر سلامة العباسي سنة 1970، مستوحيا شخصياتها وأحداثها من قصص ألف ليلة وليلة في «نهاية العصر القبطي والفترة الأولى للفتح العربي لمصر» كي يعرض فيها لمحات من الحياة المصرية في هذه الفترة من التاريخ.، وتدور أحداثها عن قصة حب أنس الوجود وزهر الورد.

## النقد
تحفل أوبرا أنس الوجود بعدد لا بأس به من المشكلات الدرامية، التي نتجت عن تصدر التأليف الموسيقي المرتبة الأولى في العمل على حساب النص الأدبي، فالعمل يفتقد الإطار الواضح للعلاقات بين شخصياته، مما تسبب في تمييع ملامحها بل وخروجها ـ بشكل متكرر ـ عن النمط المحدد الذي وضعها الكاتب فيه مسبقا شأنها شأن كل الشخصيات النمطية المماثلة، إلى جانب حشد عدد كبير من التحولات المفاجئة وغير المتسقة في بنية الحدث الدرامي.

## عرض الأوبرا
رغم سعي الشوان طيلة ثلاثين عامًا لتقديم أحد أعماله الكبيرة على مسرح دار أوبرا القاهرة، إلا أن ذلك لم يتحقق إلا بعد مرور أكثر من عام على وفاته، عندما عُرضت أوبرا أنس الوجود في يوليو 1994 على مسرح أوبرا القاهرة للمرة الأولى. كان العرض الأول للأوبرا على شكل «كونسير موسيقي» بقيادة المايسترو يوسف السيسي. أما حلم الشوان بتقديم «أنس الوجود» كعرض مسرحي متكامل فلم يتحقق إلا في عام 1996، وبقيادة نفس المايسترو، لتكون أول محاولة لتقديم أوبرا عربية كاملة، بداية من الألحان والنص وانتهاء بكافة عناصر العرض الأوبرالي.